# Symétrie centrale
 (juin 2012).
Si vous disposez d'ouvrages ou d'articles de référence ou si vous connaissez des sites web de qualité traitant du thème abordé ici, merci de compléter l'article en donnant les références utiles à sa vérifiabilité et en les liant à la section « Notes et références ».

9.10.2016, une date à symétrie centrale

Symétrie centrale plane dans une carte à jouer : sur la carte figure le roi de cœur et son symétrique par rapport au centre de cette dernière.

En géométrie, une symétrie centrale est une transformation d'un espace affine.
Elle se réalise à partir d'un point fixe noté Ω appelé centre de symétrie. Elle transforme tout point M en un point image M' tel que le point Ω soit le milieu du segment [MM'].
En termes de vecteurs, cela se traduit par :
{\displaystyle {\overrightarrow {\Omega M'}}=-{\overrightarrow {\Omega M}}.}
Comme toute symétrie, c'est une involution, c'est-à-dire qu'on retrouve le point ou la figure de départ si on l'applique deux fois. En particulier, c'est une bijection.
Dans le plan euclidien, les symétries centrales sont les rotations d'un demi-tour.

## Propriétés de la symétrie centrale

### Propriété de conservation
La symétrie centrale est une application affine ; elle conserve :
- les alignements (les symétriques de trois points alignés sont alignés),
- le parallélisme (les symétriques de deux droites parallèles sont parallèles).

Elle transforme même toute droite en une droite qui lui est parallèle, puisque c'est une homothétie (de rapport –1).
Lorsque l'espace affine est muni d'une structure euclidienne, c'est même une isométrie affine (un déplacement si la dimension de l'espace est paire et un antidéplacement si elle est impaire) ; elle conserve :
- les distances,
- les angles géométriques (le symétrique d'un angle est un angle de même mesure) et même, dans le plan, les angles orientés,
- les périmètres (la symétrique d'une figure est une figure de même périmètre),
- les aires (la symétrique d'une figure est une figure de même aire).

### Exemples
Par rapport à un point Ω,
- le symétrique de Ω est Ω ;
- le symétrique d'un segment est un segment ;
- le symétrique d'un arc de courbe est un arc de même longueur ;
- la symétrique d'une droite d est une droite parallèle à d ;
- le symétrique d'un cercle de centre O est le cercle de même rayon et de centre le symétrique de O.

## Complexes et symétrie centrale
Dans le plan euclidien, la symétrie de centre Ω est la rotation de centre Ω et d'angle π.
Dans le plan complexe, soit ω l'affixe de Ω et z l'affixe de M
L'affixe z'  de M' est
{\displaystyle \,z'={\rm {e}}^{{\rm {i}}\pi }(z-\omega )+\omega =-z+2\omega .}

## Construction du symétrique d'un point par symétrie centrale

### À la règle et au compas
- Placer le point Ω et le point M distinct de Ω.
- Tracer la droite (ΩM).
- Tracer le cercle de centre Ω et de rayon ΩM.
- Les deux points d'intersection entre le cercle et la droite sont le point M d'un côté et le point M' symétrique de M par rapport à Ω de l'autre.

### Au compas seul
- Placer le point Ω et le point M distinct de Ω.
- Tracer le cercle de centre Ω et de rayon ΩM.
- Tracer le cercle de centre M et de rayon 2 × ΩΜ.
- Le point d'intersection entre les deux cercles est le point M' symétrique de M.